# Kuiper (cratère mercurien)
Pour les articles homonymes, voir Kuiper.
Kuiper est un cratère de taille modérée de Mercure possédant un pic central situé à 11°21′S 31°14′W / 11.35°S 31.23°W
.

## Présentation
Le cratère mesure 62 kilomètres de diamètre et a été nommé d'après l'astronome néerlandais-américain Gerard Kuiper en 1976. C'est l'un des deux seuls cratères mercuriens qui ne portent pas le nom d'un artiste. De plus, c'est l'un des très rares cas où le même nom est utilisé pour 3 cratères (il existe également des cratères Kuiper sur Mars et sur la Lune). Gerard Kuiper, étant un chef de file de la planétologie américaine, est décédé peu de temps avant que les premières images de la surface mercurienne ne soient faites.  
Kuiper recouvre le bord nord du plus grand cratère Murasaki. Il possède l'albédo le plus élevé de toutes les régions de la surface de la planète et possède une structure rayonnée proéminente, ce qui suggère qu'il est l'un des plus jeunes cratères. 
Kuiper est l'un des plus grands cratères de la période kuipérienne de la géologie mercurienne (à laquelle il a donné son nom). Le plus grand est le cratère Bartók . 

## Galerie

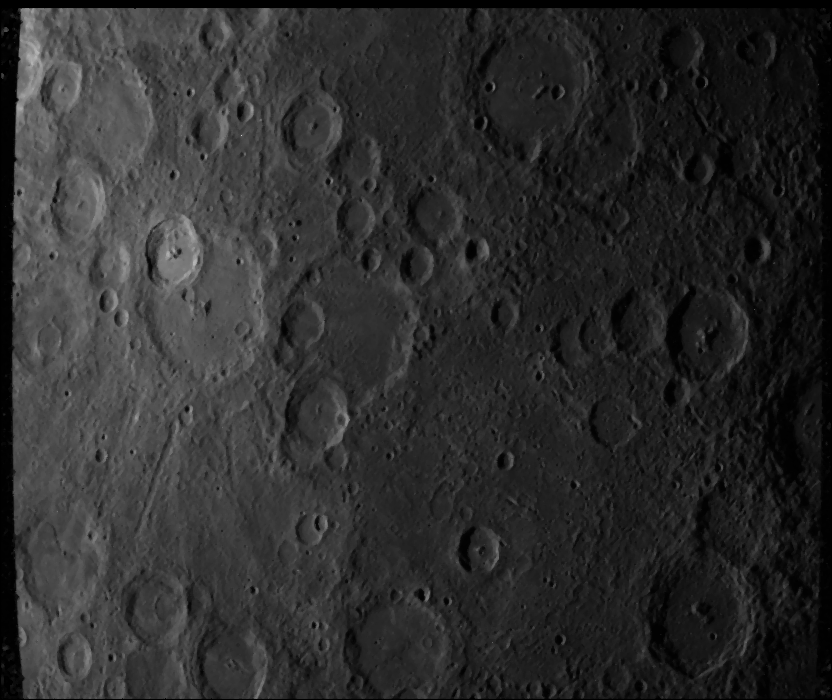
Image de Mariner 10 avec Kuiper à gauche
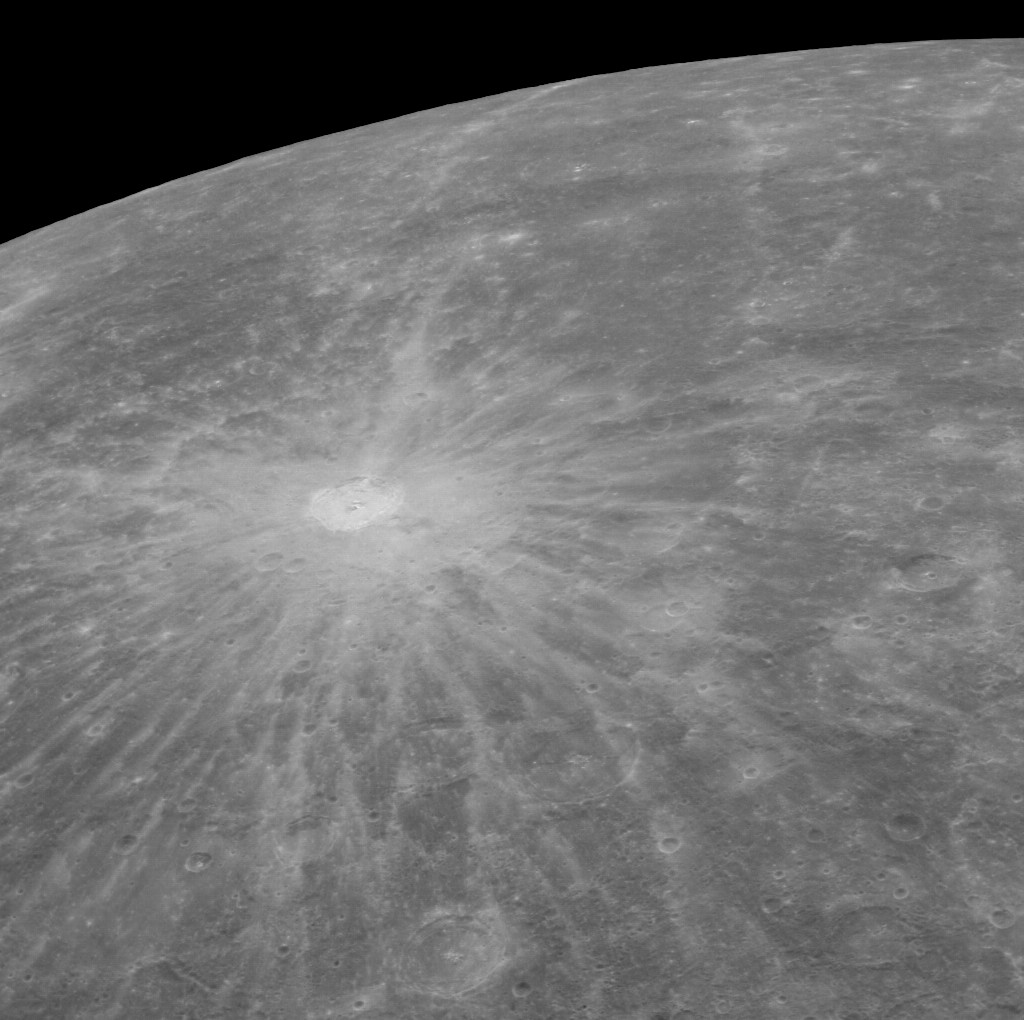
Vue oblique éloignée de MESSENGER montrant l'étendue de la structure rayonnée
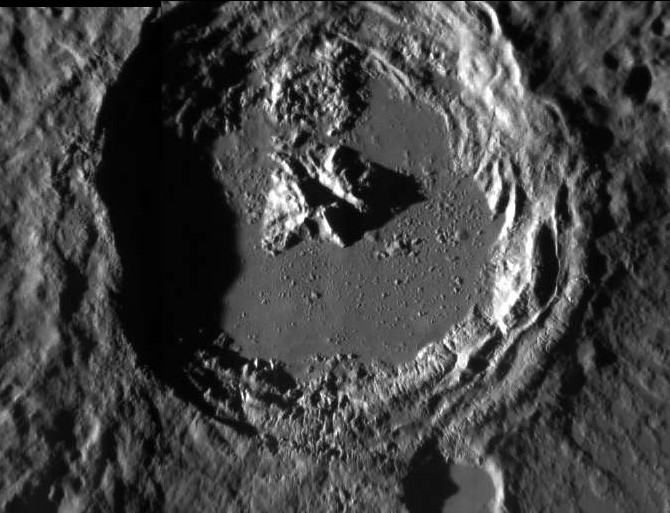
Cratère de Kuiper avec un faible angle du Soleil
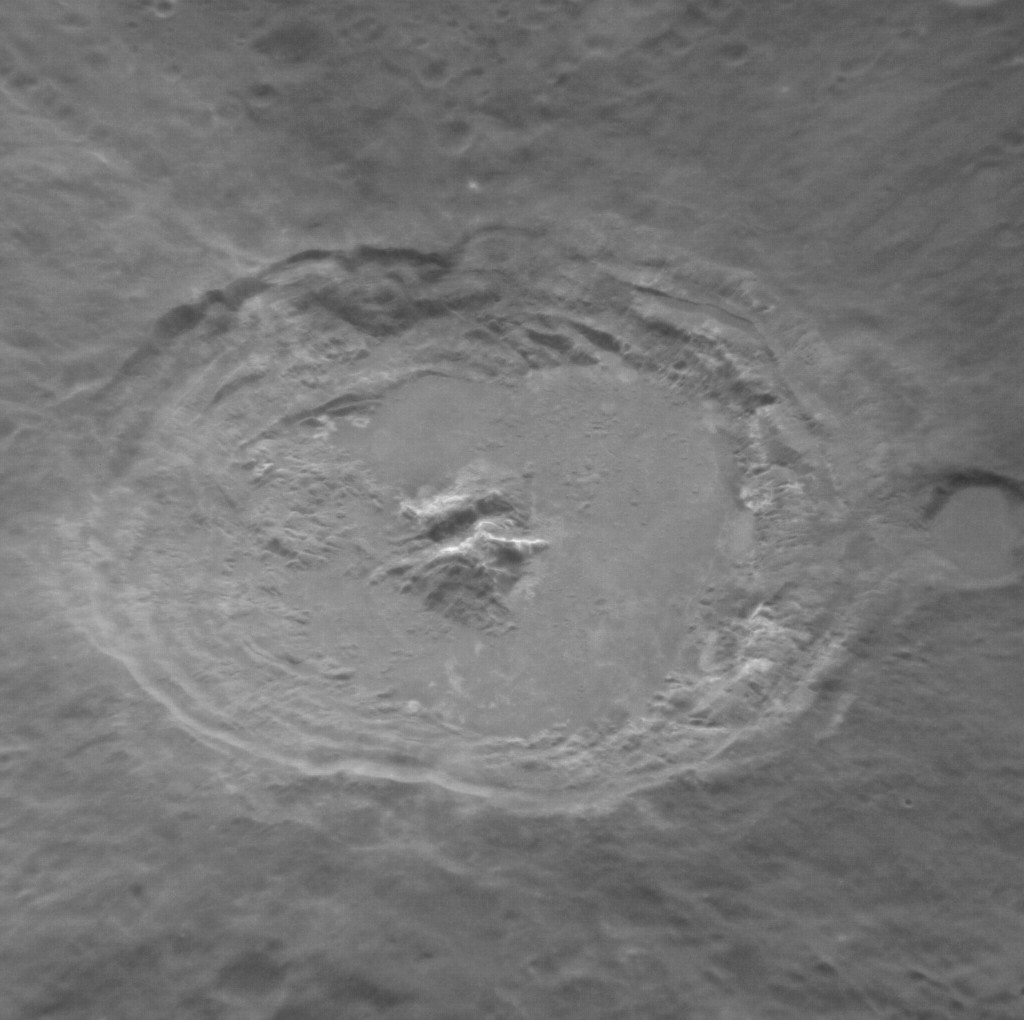
Vue oblique avec un angle du Soleil élevé